# ميس نافع
ميس نافع (الاسم العلمي:Celtis utilis) هو نوع نباتي يتبع جنس الميس من فصيلة القنبية.